# Хун Срун
Хун Срун (кхмер. ឃុន ស្រ៊ុន; 3 октября 1945 — декабрь 1978) — камбоджийский писатель и журналист, участник гражданской войны в Камбодже. Репрессирован и казнен Красными Кхмерами в 1978 году.

## Биография
Хун Срун родился 3 октября 1945 года в деревне Чар (в коммуна Ровеанг, районе Самрон, провинция Такео). Происходил из бедной семьи, имел смешанное кхмерско-китайское происхождение. Когда ему было восемь лет умер его отец — Хун Ким Ченг, — эмигрант из Китая, бежавший от режима коммунистов. Хун и шестеро его братьев и сестер остались на попечении его матери Чи Чи, владелицы небольшой товарной лавки и благочестивой буддистки.
Хун отправился на учёбу в первые годы после обретения Камбоджей независимости, когда двери школ и вузов открылись для всех камбоджийцев, независимо от их должностей и материального положения. Был примерным студентом, изучал кхмерскую литературу и психологию в Королевском университете Пномпеня, преуспевал в математике и европейской литературе. Во время общественно-политический потрясений 1960-х годов работал профессором математики и журналистом, писал о художественной литературе и поэзии. Входил в редколлегию министерства образования.
Менее чем за четыре года Хун Срун опубликовал три сборника стихов, небольших рассказов и философских анекдотов. Значительное влияние на его творчество оказывали как экзистенциализм, так и камбоджийский буддизм.

### После путча
В 1971 году Хун Срун был заключен в тюрьму на семь месяцев за отказ сотрудничать с проамериканским режимом Лон Нола. Тем не менее тогда он не захотел присоединяться к крайней левы повстанцам. Лишь после второго ареста в 1973 году Хун Срун наконец ушел в подполье и присоединился к коммунистам. Это положило конец его карьере писателя.
После прихода к власти Красных Кхмеров в 1975 году Хун Срун был распределен инженером на железную дорогу. Во время внутрипартийных чисток в рядах Красных Кхмеров вместе с семьей был подвергнут репрессиям. 20 декабря 1978 года он, а также его жена и дети были арестованы, этапированы в С-21 и вероятно убиты на полигоне Чоэнг-Эк незадолго до вьетнамского вторжения. Выжила лишь его девятилетняя дочь Хун Хем, которая оказалась в плену Красных Кхмеров и жила с ними в джунглях на границе с Таиландом.